# Gambroides javensis
Gambroides javensis är en stekelart som först beskrevs av Sievert Allen Rohwer 1919.  Gambroides javensis ingår i släktet Gambroides och familjen brokparasitsteklar. Inga underarter finns listade i Catalogue of Life.